# Holloway (Ohio)
Holloway es una villa situada en el condado de Belmont, Ohio, Estados Unidos. Tiene una población estimada, a mediados de 2023, de 325 habitantes.

## Geografía
La localidad está ubicada en las coordenadas 40°9′42″N 81°7′51″O / 40.16167, -81.13083. Según la Oficina del Censo, tiene una superficie total de 2.49 km², de los cuales 2.46 km² corresponden a tierra firme y 0.03 km² están cubiertos de agua.

## Demografía
Según el censo de 2020, en ese momento había 330 personas residiendo en la localidad. La densidad de población era de 134.15 hab./km². El 96.97% de los habitantes eran blancos, el 0.91% eran de otras razas y el 2.12% eran de una mezcla de razas. Del total de la población, el 0.30% era hispano o latino.